# Tournoi des Cinq Nations 1922
Navigation
Tournoi 1921 Tournoi 1923
Le Tournoi des Cinq Nations 1922 (2 janvier - 8 avril 1922) est remporté par le pays de Galles, tandis que la France est dernière au classement (ex æquo avec l'Irlande) pour la cinquième fois en huit éditions.

## Classement
Le pays de Galles vainqueur, en plus de réussir un rare Petit Chelem, a les meilleures attaque, défense et différence de points.
| Rang | Nations        | J | V | N | D | PP | PC  | Δ   | Pts |
| ---- | -------------- | - | - | - | - | -- | --- | --- | --- |
| 1    | Pays de Galles | 4 | 3 | 1 | 0 | 59 | -23 | +36 | 7   |
| 2    | Angleterre (T) | 4 | 2 | 1 | 1 | 40 | -47 | -7  | 5   |
| 3    | Écosse         | 4 | 1 | 2 | 1 | 23 | -26 | -3  | 4   |
| 4    | Irlande        | 4 | 1 | 0 | 3 | 19 | -32 | -13 | 2   |
| 4    | France         | 4 | 0 | 2 | 2 | 20 | -33 | -13 | 2   |

- Attribution des points de classement (Pts)
2 points pour une victoire, 1 point en cas de match nul, rien pour une défaite.

## Résultats
| 2 janvier 1922, Colombes   | France         | 03 - 3  | Écosse         |
| 21 janvier 1922, Cardiff   | Pays de Galles | 28 - 6  | Angleterre     |
| 4 février 1922, Édimbourg  | Écosse         | 09 - 9  | Pays de Galles |
| 11 février 1922, Dublin    | Irlande        | 03 - 12 | Angleterre     |
| 25 février 1922, Londres   | Angleterre     | 11 - 11 | France         |
| 25 février 1922, Édimbourg | Écosse         | 06 - 3  | Irlande        |
| 11 mars 1922, Swansea      | Pays de Galles | 11 - 5  | Irlande        |
| 18 mars 1922, Londres      | Angleterre     | 11 - 5  | Écosse         |
| 23 mars 1922, Colombes     | France         | 03 - 11 | Pays de Galles |
| 8 avril 1922, Dublin       | Irlande        | 08 - 3  | France         |